# Ikona na miarę

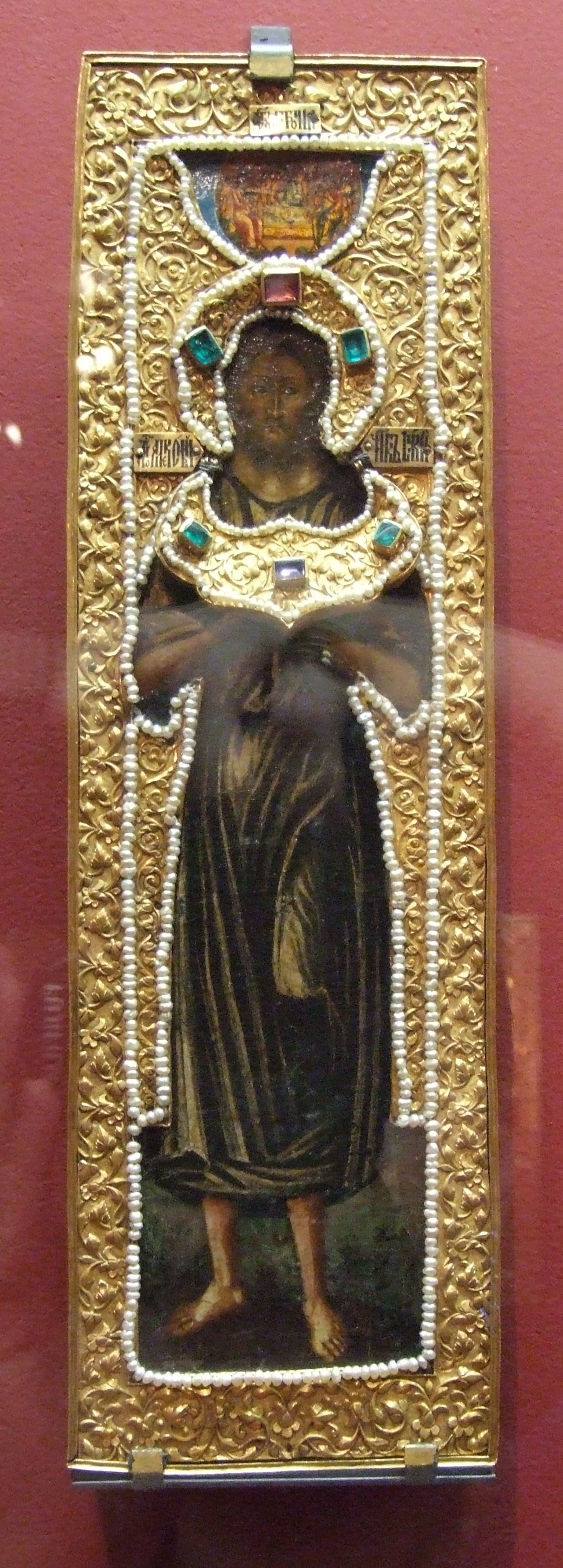
Ikona na miarę Aleksego I, o rozmiarach 48,3 na 14,5 cm

Ikona na miarę (ikona na miarę nowo narodzonego,  ikona na miarę długości noworodka, ikona patrona albo ikona-patronka) – ikona napisana z okazji urodzenia się dziecka. Charakterystyczną cechą jest rozmiar (stąd nazwa), wysokość deski równa jest długości ciała nowo urodzonego dziecka, a szerokość jest równa szerokości jego pleców.
Ikona na miarę zazwyczaj przedstawia postać świętego, którego imię otrzymuje dziecko podczas chrztu, czasami Anioła Stróża, bywają też ikony wielofigurowe. 
Ikony na miarę nie są związane z żadnym z sakramentów, ale jeżeli ikona zostanie ukończona przed dniem chrztu, bywa wystawiana na analogionie w czasie nabożeństwa. Później ikona wieszana jest nad łóżeczkiem dziecka, a po jakimś czasie wchodzi w skład domowego ikonostasu.

## Historia
Najstarsze znane ikony na miarę pochodzą z XVI wieku i zostały napisane dla synów Iwana Groźnego. Początkowo takie ikony wykonywano tylko dla dzieci z rodziny carskiej i stanowiły one symbol związku rodziny z Bogiem i jego opieki. 
W czasach Piotra I ikony na miarę przestały być prerogatywą rodziny carskiej i zamawiane były dla dzieci arystokracji. Z czasem ich popularność rosła, osiągając szczyt na przełomie XIX i XX wieku i znikając po rewolucji październikowej.
Na początku XXI wieku ponownie wzrosło zainteresowanie ikonami na miarę. Szacunki mówią o 50 tysiącach ikon na miarę wykonanych w Rosji w 2006 i nawet 3,5 milionach na całym świecie w 2013. Często jednak zamawiający ikony traktują je jako oryginalny upominek lub amulet mający chronić dziecko. Podejście takie jest krytykowane przez znawców i pisarzy ikon.